# Aeroportul Stephens County
Aeroportul Stephens County (IATA: BKD, ICAO: KBKD, FAA LID: BKD) este un aeroport din Comitatul Stephens, Texas, Texas, Statele Unite ale Americii.
Situat la o altitudine de 391,42416 m, aeroportul dispune de 3 piste.

## Infrastructură

### Piste
Aeroportul dispune de 3 piste: 
- pista 04/22 din asfalt, cu dimensiunile 2.398 picioare × 50 picioare
- pista 13/31 din asfalt, cu dimensiunile 2.401 picioare × 50 picioare
- pista 17/35 din asfalt, cu dimensiunile 4.997 picioare × 100 picioare